# Echinodium setigerum
Echinodium setigerum là một loài Rêu trong họ Echinodiaceae. Loài này được (Mitt.) Jur. miêu tả khoa học đầu tiên năm 1866.